# Thomas Traherne

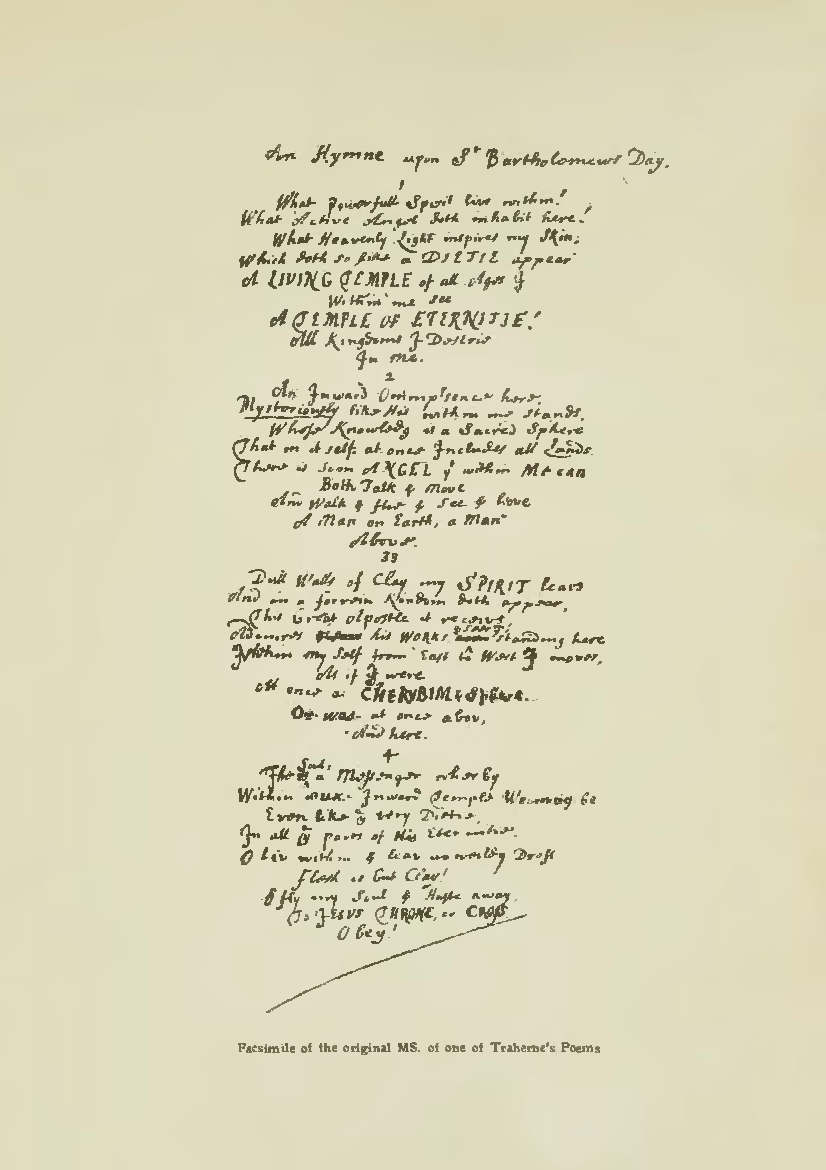
Faksymile rękopisu poematu Traherne'a

Thomas Traherne (ur. 10 października 1636 w Hereford, zm. 10 października 1674 w Teddington w hrabstwie Middlesex) – angielski poeta metafizyczny, przedstawiciel religijnego nurtu tej poezji, duchowny anglikański. Zasadnicza część twórczości Traherne'a pozostawała nieznana aż do końca XIX wieku. Współcześnie jest uważany za jednego z najwybitniejszych przedstawicieli poezji metafizycznej.

## Życiorys
Był synem szewca. Dzięki jednemu z krewnych, który finansował jego naukę, ukończył Oxford. W 1660 roku przyjął święcenia kapłańskie, a rok później otrzymał prebendę w Credenhill, wiele czasu spędzał jednak w Oksfordzie. W latach 1667–1672 mieszkał w Londynie, będąc kapelanem Orlanda Bridgemana, Lorda Strażnika Wielkiej Pieczęci. Następne dwa lata, aż do śmierci spędził w posiadłości swojego pracodawcy i tam zmarł. 
Za życia Traherne opublikował jedynie antykatolicką polemikę Roman Forgeries (1673). Krótko po jego śmierci ukazały się dwie inne prace; nie ukazywały talentu autora i zostały zapomniane. Rękopisy wierszy i zbioru traktatów prozą zatytułowanego Centuries of Meditations przechowywał początkowo brat Traherne'a. Przez następne dwa stulecia lat manuskrypty, nieprzyjęte przez żadnego wydawcę ani bibliotekę, krążyły wśród księgarzy. Zakupione u ulicznego bukinisty ok. 1896 roku, trafiły do Alexandra Ballocha Grosarta, który odkrył wartość utworów, przypuszczał jednak, że są to nieznane prace Henry'ego Vaughana. Autora zidentyfikował dopiero Bertram Dobell kilka lat później. Ostatecznie pierwsze wydanie poezji nastąpiło w 1903 roku, a medytacji Centuries of Meditations w 1908. 
Wiersze Traherne'a na język polski przekładali Czesław Miłosz, Jerzy S. Sito i Stanisław Barańczak. 
Mimo iż w Kościele Anglii nie ma formalnych kanonizacji, imię Thomasa Traherne'a jest wpisane w kalendarz liturgiczny tego kościoła (pod datą 10 października), a jego wizerunek został umieszczony na witrażu w katedrze w Hereford.